# Бокшица
Бокшица (рум. Bocșița) — село у повіті Селаж в Румунії. Входить до складу комуни Хереклян.
Село розташоване на відстані 396 км на північний захід від Бухареста, 13 км на північ від Залеу, 71 км на північний захід від Клуж-Напоки.

## Населення
За даними перепису населення 2002 року у селі проживали 146 осіб.
Національний склад населення села:
| Національність | Кількість осіб | Відсоток |
| -------------- | -------------- | -------- |
| румуни         | 134            | 91,8%    |
| цигани         | 9              | 6,2%     |

Рідною мовою назвали:
| Мова      | Кількість осіб | Відсоток |
| --------- | -------------- | -------- |
| румунська | 134            | 91,8%    |
| циганська | 9              | 6,2%     |